# Jamie Kennedy

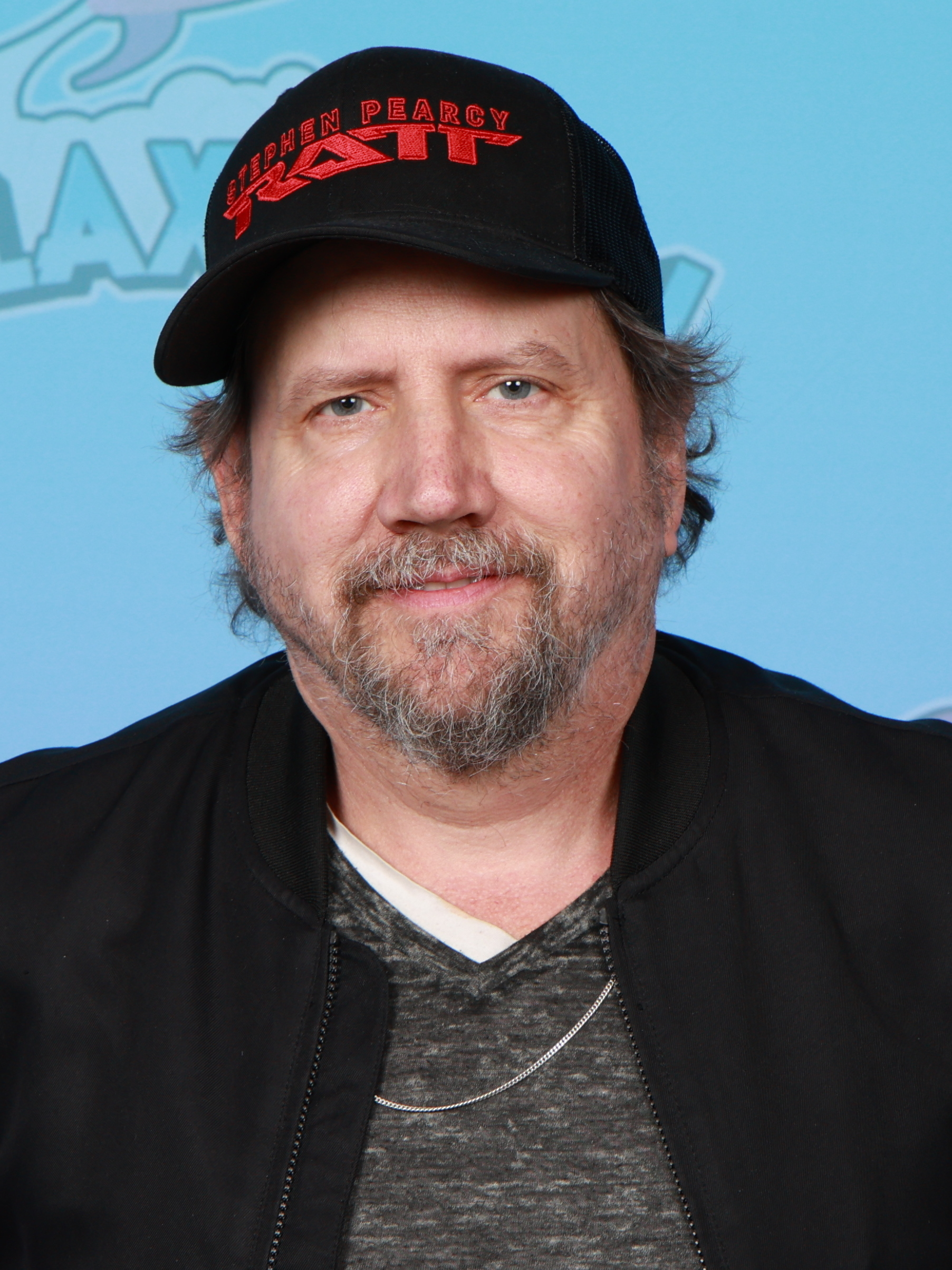
Jamie Kennedy (2024)

James Harvey „Jamie“ Kennedy (* 25. Mai 1970 in Upper Darby, Pennsylvania) ist ein US-amerikanischer Schauspieler.

## Leben
Seine erste kleine Filmrolle spielte Kennedy in Der Club der toten Dichter neben Robin Williams. Es folgten Gastauftritte in den Serien Auf schlimmer und ewig und Ellen. Weltweit bekannt wurde er durch die Rolle des Randy in den ersten drei Filmen der Scream-Tetralogie, die ihm 1997 einen Blockbuster Entertainment Award einbrachte. Insgesamt war er bislang in rund 100 Film- und Fernsehproduktionen zu sehen.
Kennedy veröffentlichte ein Buch mit dem Titel Wannabe: A Hollywood Experiment, in dem er seine ersten erfolglosen Jahre in Hollywood schildert.
Kennedy war von 2009 bis März 2010 mit Jennifer Love Hewitt, seiner Schauspielkollegin aus Ghost Whisperer – Stimmen aus dem Jenseits, zusammen.

## Filmografie (Auswahl)
- 1989: Der Club der toten Dichter (Dead Poets’ Society)
- 1995: Auf schlimmer und ewig (Unhappily Ever After, Fernsehserie)
- 1995: Ellen (Fernsehserie)
- 1996: William Shakespeares Romeo + Julia (William Shakespeare’s Romeo + Juliet)
- 1996: Scream – Schrei! (Scream)
- 1997: Scream 2
- 1997: Besser geht’s nicht (As Good as It Gets)
- 1998: Der Staatsfeind Nr. 1 (Enemy of the State)
- 1999: Bowfingers große Nummer (Bowfinger)
- 1999: Three Kings – Es ist schön König zu sein (Three Kings)
- 2000: Bait – Fette Beute (Bait)
- 2000: Risiko – Der schnellste Weg zum Reichtum (Boiler Room)
- 2000: Scream 3
- 2000: The Specials
- 2001: Dr. Dolittle 2
- 2001: Sol Goode
- 2001: Jay und Silent Bob schlagen zurück (Jay and Silent Bob Strike Back)
- 2003: Malibu’s Most Wanted
- 2004: Harold & Kumar (Harold & Kumar Go to White Castle)
- 2005: Die Maske 2: Die nächste Generation (Son of the Mask)
- 2007, 2017: Criminal Minds (Fernsehserie, zwei Episoden)
- 2007: Kickin’ It Old Skool
- 2008: Extreme Movie
- 2008: Reaper – Ein teuflischer Job (Reaper, Fernsehserie)
- 2008–2010: Ghost Whisperer – Stimmen aus dem Jenseits (Ghost Whisperer, Fernsehserie)
- 2009–2013: The Cleveland Show (Fernsehserie, Stimme)
- 2010: Café – Wo das Leben sich trifft (Café)
- 2010: Eureka – Die geheime Stadt (Eureka, Fernsehserie)
- 2012: Bending the Rules
- 2013: Home Invasion – Dieses Haus gehört mir (Foreclosed)
- 2014: American Warships 2 (Bermuda Tentacles, Fernsehfilm)
- 2014: The Hungover Games
- 2014: CSI: Vegas (Fernsehserie)
- 2015: Tremors 5 – Blutlinien (Tremors 5: Bloodlines)
- 2015: All In or Nothing
- 2015: Buddy Hutchins – Falling down again (Buddy Hutchins)
- 2015: Killer Beach (The Sand)
- 2016: R.L. Stine – Die Nacht im Geisterhaus (Mostly Ghostly 3: One Night in Doom House)
- 2018: Spinning Man – Im Dunkel deiner Seele (Spinning Man)
- 2018: Tremors 6 – Ein kalter Tag in der Hölle (Tremors: A Cold Day in Hell)
- 2019: Ad Astra – Zu den Sternen (Ad Astra)
- 2021: Roe v. Wade